# Vinzelles, Puy-de-Dôme
Vinzelles là một xã ở tỉnh Puy-de-Dôme trong vùng Auvergne-Rhône-Alpes miền trung nước Pháp.